# Newcastle Bispedømme
Newcastle Bispedømme er det nordøstligste stift i Den engelske kirke. Stiftet blev udskilt af Bispedømmet Durham i 1882. 
Stiftet grænser op til Skotland, Nordsøen, Bispedømmet Durham, West Yorkshire og dalenes bispedømme (på en meget kort strækning) og Carlisle Bispedømme.
Stiftets domkirke ligger i Newcastle upon Tyne. Kirken, der er opkaldt efter Sankt Nikolaus, er en tidligere sognekirke, der blev domkirke i 1882.
Stiftet bestcooorår af Northumberland og det tilstødende Alston Moor (i Cumbria). Desuden er hører den nordlige del af Tyne and Wear med til stiftet.   
54°58′N 1°37′V / 54.97°N 1.61°V